# Саломан, Сигфрид
Сигфрид Саломан (дат. Siegfried Saloman; 2 октября 1816, Тённер, Дания — 22 июля 1899, Даларё, Швеция) — датский скрипач и композитор.

## Биография
Сын купца. Его брат, Гескель Саломан, был художником. Учился в Копенгагене у Иоганна Петера Эмилиуса Хартмана, затем с 1838 г. в Дессау у Фридриха Шнайдера и в Дрездене у Кароля Липинского. С 1847 г. гастролировал как скрипач-виртуоз. В 1850 г. во время нидерландских гастролей встретил певицу Генриетту Ниссен, в 1852 г. обвенчался с нею в Берлине. С 1859 г. вместе с женой жил и преподавал в Санкт-Петербурге, после её смерти в 1879 г. уехал в Швецию.
Как композитору Саломану принадлежат семь опер (в том числе «Карпатская роза», поставленная в 1867 г. в Москве), увертюры, сочинения для скрипки, написанные для жены песни.